# Dolomedes orion
Dolomedes orion är en spindelart som beskrevs av Akio Tanikawa 2003. Dolomedes orion ingår i släktet Dolomedes och familjen vårdnätsspindlar. Inga underarter finns listade i Catalogue of Life.